# Myopias punctigera
Myopias punctigera é uma espécie de formiga do gênero Myopias, pertencente à subfamília Ponerinae.